# Гексацианоферрат(II) свинца
Гексацианоферрат(II) свинца — неорганическое соединение,
соль свинца и железистосинеродистой кислоты
с формулой Pb2[Fe(CN)6],
не растворяется в воде,
образует кристаллогидрат — светло-жёлтые кристаллы.

## Получение
- Реакция нитрата свинца и гексацианоферрата(II) калия:

{\displaystyle {\mathsf {2Pb(NO_{3})_{2}+K_{4}[Fe(CN)_{6}]\ {\xrightarrow {}}\ Pb_{2}[Fe(CN)_{6}]+4KNO_{3}}}}

## Физические свойства
Гексацианоферрат(II) свинца образует кристаллы
тригональной сингонии,
пространственная группа P 3.
Не растворяется в воде.
Образует  кристаллогидрат состава Pb2[Fe(CN)6]•4H2O (по другим данным Pb2[Fe(CN)6]•3H2O) — светло-жёлтые кристаллы, 
которые начинают терять воду при 100°С.